# Politiek in Hengelo (Overijssel)
De Overijsselse gemeente Hengelo wordt bestuurd vanuit het stadhuis aan het Burgemeester Jansenplein. Elke vier jaar wordt de gemeenteraad verkozen tijdens de gemeenteraadsverkiezingen die gelijktijdig in heel Nederland worden georganiseerd. Aan de hand van de verkiezingsuitslag worden 37 raadszetels verdeeld. Bij de laatste verkiezingen in 2018 werd de lokale partij Pro Hengelo met 14,9% van de stemmen en zeven zetels in de raad de grootste partij. Burgemeester van Hengelo is de VVD'er Sander Schelberg.

## Burgemeester
- 1813 – 1831, Jan Dijk
- 1832 – 1838, mr.dr. Bartholomeus Willem Anne Elisa baron Sloet tot Oldhuis
- 1839 – 1840, Jacob Thomkins
- 1840 – 1845, Rudolph Berend Visser
- 1846 – 1884, Gerrit Derk Raedt
- 1884 – 1888, mr. A.D. van Assendelft de Coningh
- 1888 – 1891, Johan Hora Adema
- 1891 – 1896, Constant Michel Kooij
- 1896 – 1900, Jan Johannes Veurman Azn.
- 1901 – 1926, mr. Nicolaas August Tonckens
- 1926 – 1937, mr. Gerrit Jansen
- 1937 – 1942, mr. Jacobus Aegidius Herman Jan van der Dussen
- 1942, mr. Mello Sichterman (waarnemend)
- 1942 – 1943, Gerrit Nijk (NSB, waarnemend)
- 1943, mr. Johannes Best (waarnemend)
- 1943 – 1945, ir. Johan (J.L.Th.) Groneman (NSB)
- 1945 – 1951, mr. Jan (J.A.H.J.) van der Dussen (PvdA)
- 1951 – 1961, mr. Robert Johan Joseph Lambooij (KVP)
- 1961 – 1973, jhr. mr. Louis Marie Emile von Fisenne (KVP)
- 1973 – 1991, mr. Cees (C.P.M.) Bevers (CDA)
- 1991 – 1998, prof.dr. Wolter (W.) Lemstra (CDA)
- 1999 – 2000, jhr.drs. Pieter (P.A.C.) Beelaerts van Blokland (CDA, waarnemend)
- 2000 – 2012, drs. Frank (F.A.M.) Kerckhaert (CDA)
- 2012 – heden, drs. Sander (S.W.J.G.) Schelberg (VVD)

## College van burgemeester en wethouders
Het college in de periode 2010-2014 werd gevormd door PvdA, Burger Belangen, SP, D66 en GroenLinks. De vijf coalitiepartijen vormden samen een meerderheid van 20 van de 37 zetels. Halverwege de raadsperiode nam Frank Kerckhaert afscheid als burgemeester en werd opgevolgd door Sander Schelberg (VVD).
Het college voor de periode 2014-2018 wordt gevormd door de partijen SP, D66, CDA en PvdA. De vier coalitiepartijen vormen samen een meerderheid van 21 van de 37 raadszetels. Pro Hengelo, de grootste partij na de verkiezingen kon tijdens de eerste informatieronde geen meerderheid vinden, waarna de SP het overnam. De vier collegepartijen leverden elk één wethouder. Het college, dat in de periode 2014-2018 één wethouder minder dan de voorgaande raadsperiode telt, zet met het coalitieakkoord het beleid van het voorgaande college grotendeels voort.
Het college voor de periode 2022-2026 wordt gevormd door de partijen BurgerBelangen, VVD, CDA, PvdA en D66. De vijf coalitiepartijen vormen samen een meerderheid van 21 van de 37 raadszetels. De vijf collegepartijen leveren elk één wethouder. 

## Gemeenteraad

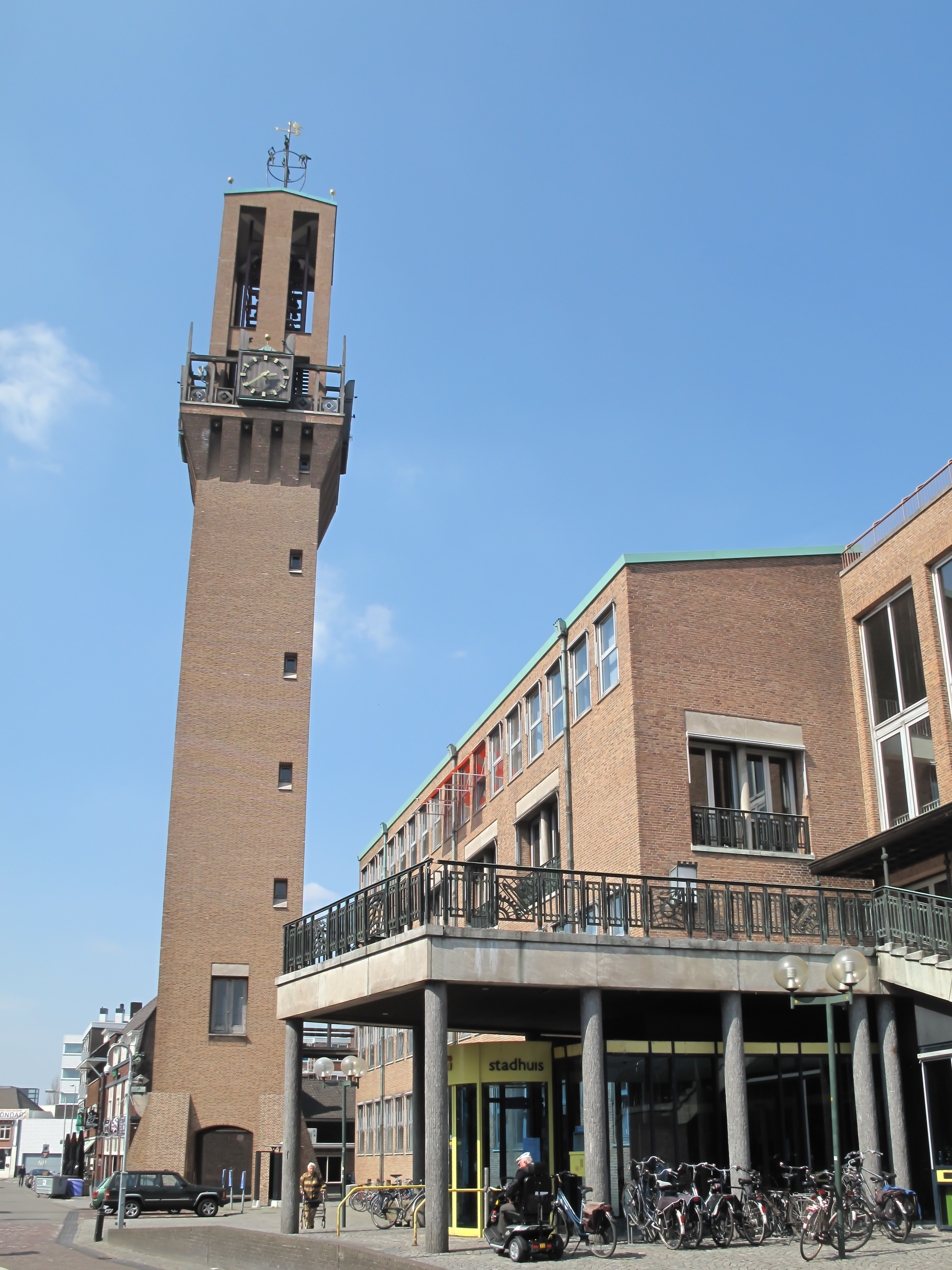
Hengelo, toren van het stadhuis (2013)

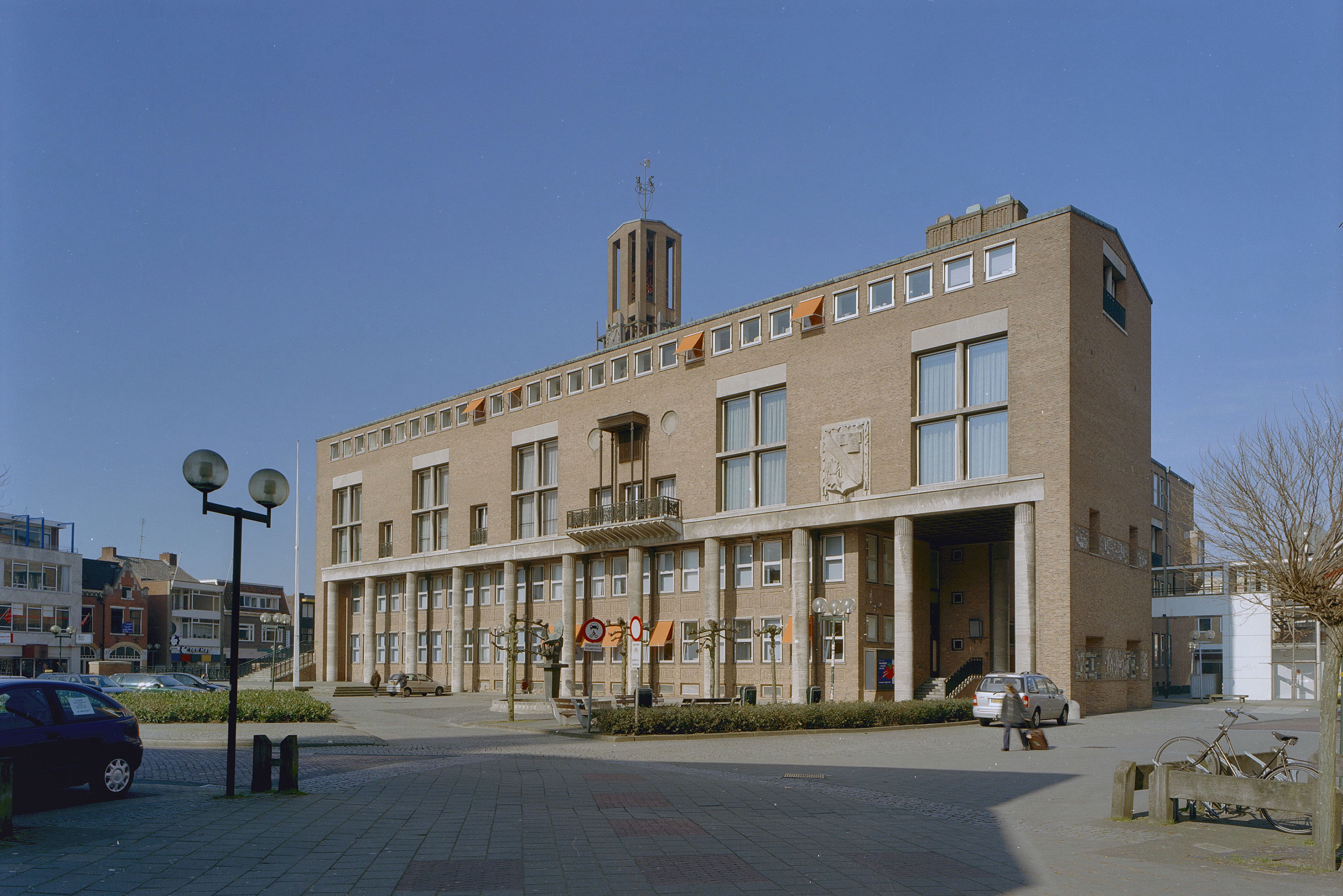
Stadhuis Hengelo

### Raadsperiode 2014 - 2018
Aan de laatste gemeenteraadsverkiezingen in maart 2014 namen tien partijen deel. Bij deze verkiezingen werd de lokale partij Pro Hengelo met 19,4% van de stemmen en zeven zetels de grootste. In aantal zetels eindigde Socialistische Partij gelijk. Beide partijen waren samen met D66, die 4,7% meer kiezers trok de winnaars van de verkiezingen. Oppositiepartijen VVD, CDA en de ChristenUnie wisten hun zetelaantal te behouden. De PvdA verloor, in lijn met de rest van Nederland, een groot deel van het electoraat en GroenLinks en de lokale partij Burger Belangen werden gehalveerd. Nieuwkomer Armoede Partij Nederland mikte vooraf op één zetel, maar wist niet genoeg stemmen te halen om in de raad te komen. Door het verlies van PvdA, GroenLinks en Burger Belangen verloor de coalitie die in 2010 werd gevormd haar meerderheid. Het opkomstpercentage van 53,15 procent lag net onder het landelijk gemiddelde. Een van de thema's tijdens de verkiezingen was de bouw van het nieuw stadskantoor de Lange Wemen. 
In december 2014 stapte voormalig fractievoorzitter Horsthuis, die met voorkeurstemmen in de raad werd gekozen, uit de VVD-fractie en ging verder als Lijst Horsthuis. Onenigheid binnen de partij ProHengelo leidde ertoe dat het voltallige bestuur in juni 2015 opstapte. Raadslid Janssen stapte tegelijkertijd uit de fractie en ging verder als eenmansfractie. In mei 2017 is Ben van Veen uit de CDA-fractie gezet. Hij ging verder onder de noemer 'Lid van Veen'. Per 1 januari 2018 sloot Van Veen zich aan bij de partij die Janssen had opgericht, waarmee de fractie LokaalHengelo vanaf die datum met twee zetels in de gemeenteraad vertegenwoordigd werd. Eind 2017 maakte Roel Kok van de VVD de overstap naar Burger Belangen, nadat hij door de kandidaatstellingscommissie werd gepasseerd voor een mogelijke derde termijn. Onderling geruzie binnen de CDA-fractie leidde er in januari 2018 toe dat drie raadsleden uit de fractie stapten en verder gingen als Groep Muller. De CDA-fractie hield daarmee twee zetels over en het college verloor zijn meerderheid in de raad.

### Raadsperiode 2018 - 2022
Aan de gemeenteraadsverkiezingen van maart 2018 namen dertien partijen deel. Bij deze verkiezingen werd de lokale partij Pro Hengelo met 14,9% van de stemmen en zes zetels de grootste. In aantal zetels eindigde VVD gelijk. Er deden drie partijen voor het eerst mee aan de verkiezingen. Lokaal Hengelo ontstond voorgaande raadsperiode als afsplitsing van Pro Hengelo. De partij kwam met drie zetels in de raad. De landelijke partij PVV behaalde twee zetels. Het Democratisch Forum Hengelo behaalde de kiesdrempel niet.

### Raadsperiode 2022 - 2026
Aan de gemeenteraadsverkiezingen van maart 2022 namen vijftien partijen deel. Bij deze verkiezingen werd de lokale partij BurgerBelangen de grootste.  
| Uitslagen gemeenteraadsverkiezingen | Uitslagen gemeenteraadsverkiezingen           | Uitslagen gemeenteraadsverkiezingen | Uitslagen gemeenteraadsverkiezingen | Uitslagen gemeenteraadsverkiezingen | Uitslagen gemeenteraadsverkiezingen | Uitslagen gemeenteraadsverkiezingen | Uitslagen gemeenteraadsverkiezingen | Uitslagen gemeenteraadsverkiezingen | Uitslagen gemeenteraadsverkiezingen |
| Partij                              | Partij                                        | 2014                                | 2014                                | 2014                                | 2018                                | 2018                                | 2018                                | Verschil                            | Verschil                            |
| Partij                              | Partij                                        | aantal                              | perc.                               | zetels                              | aantal                              | perc.                               | zetels                              | perc.                               | zetels                              |
| ----------------------------------- | --------------------------------------------- | ----------------------------------- | ----------------------------------- | ----------------------------------- | ----------------------------------- | ----------------------------------- | ----------------------------------- | ----------------------------------- | ----------------------------------- |
|                                     | Pro Hengelo                                   | 6.536                               | 19,5%                               | 7                                   | 5.336                               | 14,9%                               | 6                                   | −4,6%                               | −1                                  |
|                                     | Volkspartij voor Vrijheid en Democratie (VVD) | 4.267                               | 12,7%                               | 5                                   | 5.190                               | 14,4%                               | 6                                   | +1,7%                               | +1                                  |
|                                     | Socialistische Partij (SP)                    | 6.003                               | 17,9%                               | 7                                   | 4.963                               | 13,8%                               | 5                                   | −4,1%                               | −2                                  |
|                                     | Christen-Democratisch Appèl (CDA)             | 5.198                               | 15,5%                               | 6                                   | 3.611                               | 10,0%                               | 4                                   | −5,5%                               | −2                                  |
|                                     | Lokaal Hengelo (LH)                           |                                     |                                     |                                     | 3.363                               | 9,4%                                | 3                                   | +9,4%                               | +3                                  |
|                                     | Democraten 66 (D66)                           | 4.186                               | 12,5%                               | 4                                   | 3.120                               | 8,7%                                | 3                                   | −3,8%                               | −1                                  |
|                                     | Burger Belangen (BB)                          | 1.822                               | 5,4%                                | 2                                   | 2.675                               | 7,4%                                | 3                                   | +2,0%                               | +1                                  |
|                                     | Partij van de Arbeid (PvdA)                   | 3.040                               | 9,1%                                | 4                                   | 2.181                               | 6,1%                                | 2                                   | −3,0%                               | −2                                  |
|                                     | GroenLinks (GL)                               | 1.093                               | 3,3%                                | 1                                   | 1.947                               | 5,4%                                | 2                                   | +2,1%                               | +1                                  |
|                                     | Partij voor de Vrijheid (PVV)                 |                                     |                                     |                                     | 1.839                               | 5,1%                                | 2                                   | +5,1%                               | +2                                  |
|                                     | ChristenUnie (CU)                             | 970                                 | 2,9%                                | 1                                   | 1.180                               | 3,3%                                | 1                                   | +0,4%                               | 0                                   |
|                                     | Democratisch Forum Hengelo (DFH)              |                                     |                                     |                                     | 530                                 | 1,5%                                | 0                                   | +1,5%                               | 0                                   |
|                                     | Armoede Partij Nederland (APN)                | 413                                 | 1,2%                                | 0                                   |                                     |                                     |                                     | −1,2%                               | 0                                   |
| Totaal                              | Totaal                                        | 33.528                              | 100%                                | 37                                  | 35.935                              | 100%                                | 37                                  |                                     |                                     |

|        | Pro Hengelo1                                  | –  | –  | –  | –  | –  | –  | 2  | 5  | 7  | 6 |
|        | Volkspartij voor Vrijheid en Democratie (VVD) | 7  | 5  | 3  | 3  | 5  | 5  | 4  | 5  | 5  | 6 |
|        | Socialistische Partij (SP)                    | 0  | 0  | 1  | 2  | 3  | 3  | 5  | 4  | 7  | 5 |
|        | Christen-Democratisch Appèl (CDA)             | 14 | 12 | 13 | 8  | 8  | 10 | 8  | 6  | 6  | 4 |
|        | Lokaal Hengelo (LH)                           | –  | –  | –  | –  | –  | –  | –  | –  | –  | 3 |
|        | Democraten 66 (D66)                           | 2  | 2  | 4  | 4  | 1  | 1  | 0  | 3  | 4  | 3 |
|        | Burger Belangen (BB)                          | –  | 1  | 2  | 5  | 4  | 6  | 3  | 4  | 2  | 3 |
|        | Partij van de Arbeid (PvdA)                   | 9  | 13 | 10 | 6  | 9  | 7  | 11 | 6  | 4  | 2 |
|        | GroenLinks (GL)2                              | –  | 2  | 1  | 3  | 3  | 4  | 3  | 3  | 1  | 2 |
|        | Partij voor de Vrijheid (PVV)                 | –  | –  | –  | –  | –  | –  | –  | –  | –  | 2 |
|        | ChristenUnie (CU)3                            | 0  | 0  | 1  | 1  | 1  | 1  | 1  | 1  | 1  | 1 |
|        | Unie55+/AOV4                                  | –  | –  | –  | 3  | 1  | –  | –  | –  | –  | – |
|        | PPR/PSP2                                      | 2  | –  | –  | –  | –  | –  | –  | –  | –  | – |
|        | Communistische Partij van Nederland (CPN)2    | 1  | –  | –  | –  | –  | –  | –  | –  | –  | – |
| Totaal | Totaal                                        | 35 | 35 | 35 | 35 | 35 | 37 | 37 | 37 | 37 |   |

1. Pro Hengelo nam in 2006 deel aan de verkiezingen onder de naam Hengelo.nu
2. In 1986 als combinatie van CPN/PPR/PSP
3. Deed voor 2002 mee als combinatie van de RPF en het GPV, de voorgangers van de ChristenUnie.
4. Deelname in 1994 als Unie 55+

## Tweede Kamerverkiezingen
Hengelo is voor de Tweede Kamerverkiezingen ingedeeld bij de kieskring Zwolle. Bij de verkiezingen van 2017 kreeg de VVD in Hengelo de meeste stemmen.
| Partij | Partij                                        | Hengelo | Hengelo | Landelijk |
| Partij | Partij                                        | stemmen | %       | %         |
| ------ | --------------------------------------------- | ------- | ------- | --------- |
|        | Volkspartij voor Vrijheid en Democratie (VVD) | 9.521   | 18,68%  | 21,29%    |
|        | Christen Democratisch Appèl (CDA)             | 8.438   | 16,56%  | 12,38%    |
|        | Socialistische Partij (SP)                    | 6.599   | 12,95%  | 9,09%     |
|        | Democraten 66 (D66)                           | 6.532   | 12,82%  | 12,23%    |
|        | Partij voor de Vrijheid (PVV)                 | 6.180   | 12,13%  | 13,06%    |
|        | GroenLinks                                    | 4.113   | 8,07%   | 9,13%     |
|        | Partij van de Arbeid (PvdA)                   | 3.182   | 6,24%   | 5,70%     |
|        | Partij voor de Dieren (PvdD)                  | 1.328   | 2,51%   | 3,19%     |
|        | ChristenUnie                                  | 1.240   | 2,43%   | 3,39%     |
|        | 50PLUS                                        | 1.181   | 2,32%   | 3,11%     |
|        | DENK                                          | 1.015   | 1,99%   | 2,06%     |
|        | Forum voor Democratie (FVD)                   | 873     | 1,71%   | 1,78%     |
|        | Staatkundig Gereformeerde Partij (SGP)        | 125     | 0,28%   | 2,08%     |
|        | Overige                                       | 622     | 1,22%   | 1,53%     |